# Dieterskirchen
Dieterskirchen település Németországban, azon belül Bajorországban. Lakosainak száma 1025 fő (2023. december 31.). Dieterskirchen Thanstein, Winklarn és Oberviechtach községekkel határos.

## Népesség
A település népessége az elmúlt években az alábbi módon változott:
| Lakosok száma | 592  | 629  | 892  | 995  | 1010 | 1016 | 994  | 1006 | 1007 | 1025 |
|               | 1875 | 1950 | 1975 | 1987 | 2012 | 2014 | 2016 | 2017 | 2021 | 2023 |